# Beamter Jenő

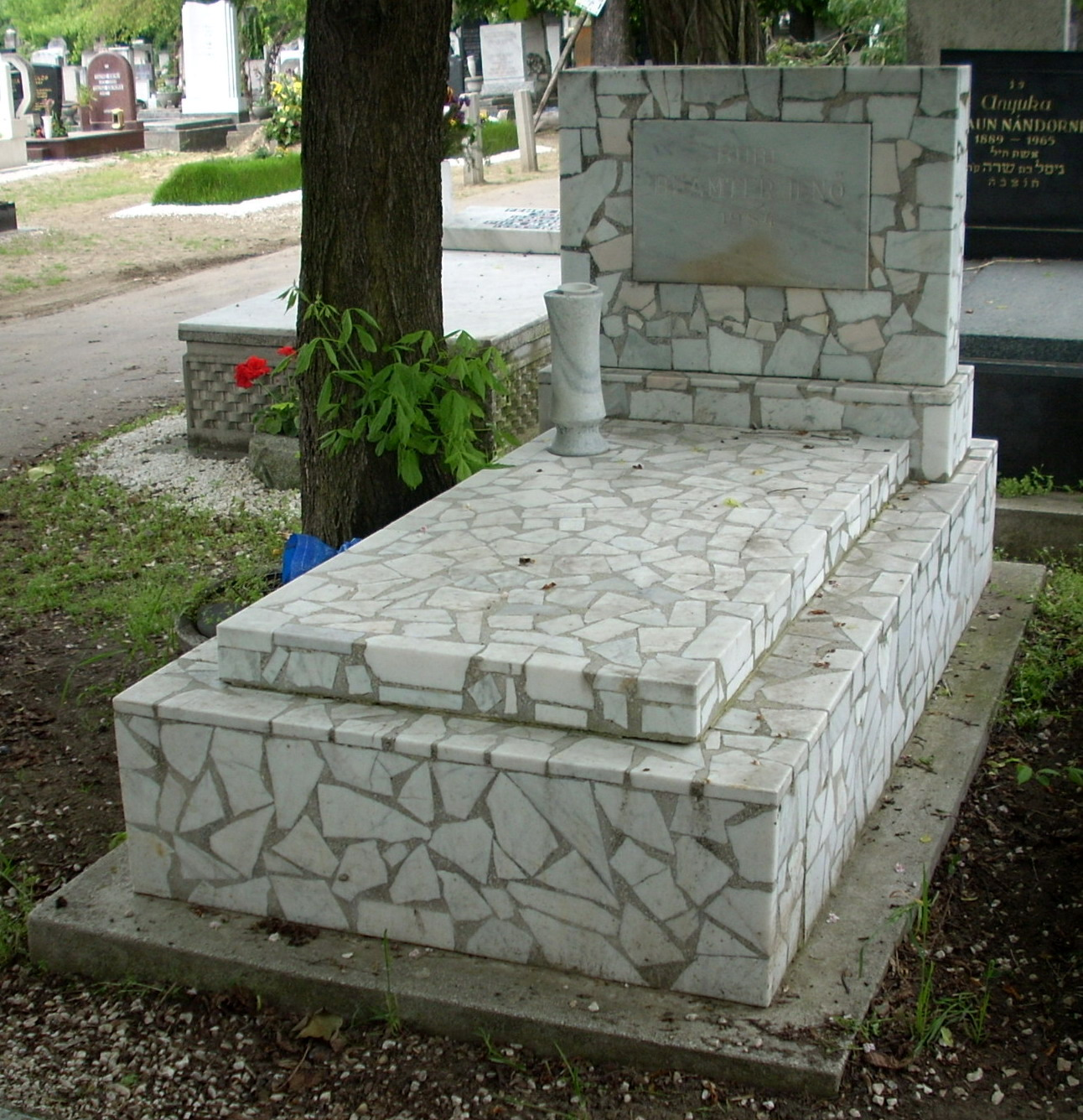
Beamter „Bubi” sírja a Kozma utcai izraelita temetőben

Beamter Jenő (Bubi) (Budapest, 1912. augusztus 7. – Budapest, 1984. január 14.) magyar dzsessz-zenész (vibrafon, dob), zeneszerző, zenetanár.
A magyar szvingzene egyik legendás figurája volt. Játszott szinte az összes mulatóban, és szinte mindenkivel.

## Élete
1930-ban érettségizett. Már hét esztendős korában dobosnak készült, bár hegedűre oktatták. Zenei tanulmányait magánúton végezte. 1930-tól Roubal Vilmos, az Operaház tagja tanította dobolni. Hamar elkezdett vibrafonozni is. 1933-tól különböző együttesekben játszott (Bubi vibrafonegyüttes, Solymossy–Beamter-duó, Vécsey együttes, Martiny zenekar, Szabó–Beamter-duó). A Smiling Boys zenekarral készítette első lemezfelvételeit.
Martiny Lajos különböző jazzformációi, Horváth Jenő Radiola együttese, Vécsey Ernő zenekara, a Herrer együttes, a Durium zenekar, a Tabányi és szólistái, Gyulai Gaál János kisegyüttese, és a Deák Big Band voltak a kiemelkedő zenekarok, amelyekben játszott. Tabányinál – az EMKE kávéházban – olyan sztárokat kísért, mint Honthy Hanna, vagy a két Latabár. Az együttesben az idősebb, majd az ifjabb Pege Aladár bőgőzött, és Kovács Gyula dobolt.
A zsidótörvényekre fütyültem, és mikor 1942-ben behívtak Nagykátára munkaszolgálatosnak, csak legyintettem. Majd a barátaim kijárják a leszerelésemet. Így volt tavaly is, tavalyelőtt is, de alig ocsúdtam fel, máris vagonba raktak, és kihoztak a frontra.

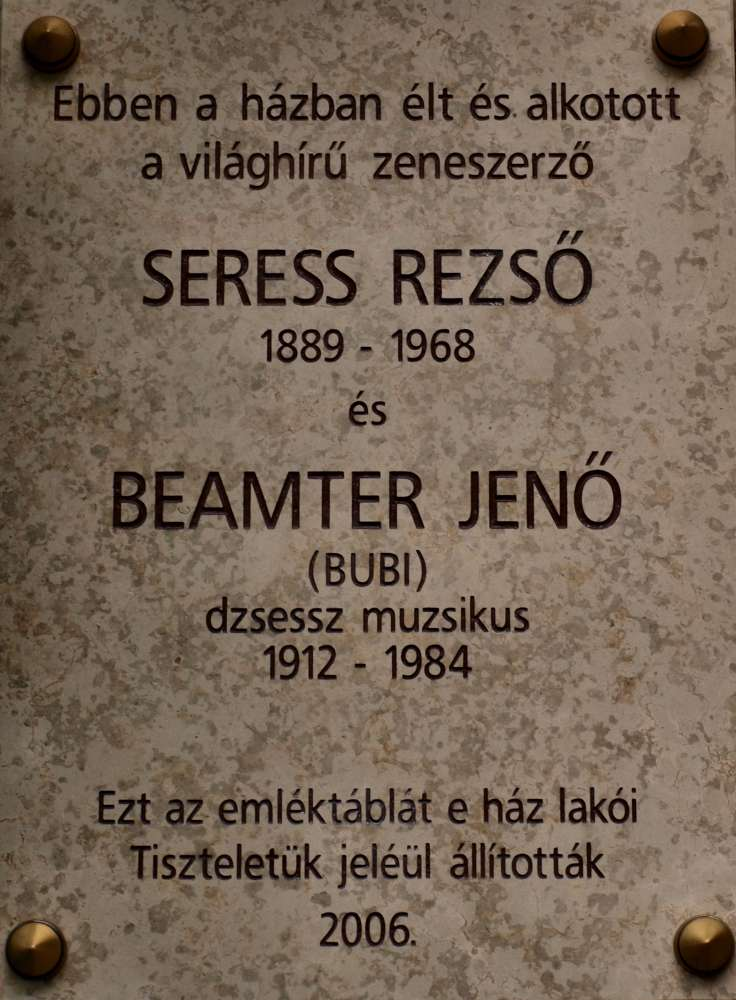
Seress Rezső és Beamter Jenő emléktáblája (Budapest, VII. ker., Dob u. 46/b.)

Vendégszerepelt Ausztriában, Svájcban, NDK-ban, Angliában, Jugoszláviában. A 20. század hetvenes éveiben Barbra Streisanddal és Frank Sinatrával lépett fel közös show-ban a Kennedy Centerben.
A Magyar Rádióban tizenöt éven át szinte minden vasárnap élő adásban muzsikált Tabányival. A Magyar Rádió sok felvételét őrzi.
 Dunaboogie

## Lemezei
- Beamter Jenő – Szabó József: Egy este a Duna bárban (1982) Hungaroton SLPX 17725[1]
- Beamter Jenő – Martiny Lajos: Bűvölet (1982)[2]
- Sentimental Journey (2002)

## Emlékezete
- Alakja felbukkan (említés szintjén) Kondor Vilmos magyar író Budapest novemberben című bűnügyi regényében.